# Формула-1 — Гран-прі Іспанії 2012
Гран-прі Іспанії 2012 (офіційно 2012 Formula 1 Gran Premio de España) — автогонка чемпіонату світу «Формули-1», яка пройла 13 травня 2012 року на трасі Каталунья в Іспанії. Це була п'ята гонка сезону 2012 Формули-1.